# مارسیا برت
مارسیا برت (به انگلیسی: Marcia Barrett) (زاده ۱۴ اکتبر ۱۹۴۸) خواننده جامائیکایی-انگلیسی است. او یکی از اعضای گروه موسیقی بانی ام بود.